# Букштан, Дмитрий Александрович
Дмитрий Александрович Букштан (род. 16 июня 2001) — российский футболист, защитник.

## Карьера

### Начало карьеры
В сезоне 2017 года футболист выступал за нижегородскую «Волну» за юношеский состав, позже перебравшись в СШОР петербургского «Зенита». Затем футболист выступал за юношеские команды петербургских клубов «Коломяги» и «Звезда». В феврале 2019 года футболист перебрался в петербургский клуб «Алгоритм», однако долго там не задержался и вскоре вернулся назад в «Звезду», где продолжал выступать на молодёжном уровне влоть до лета 2021 года.

### «Динамо» Санкт-Петербург
В июле 2021 года футболист наа правах свободного агента перешёл в петербургское «Динамо». Дебютировал за клуб футболист 14 июля 2021 года в матче Кубка России против «Читы», выйдя на поле в стартовом составе. Первый матч в чемпионате футболист сыграл 24 июля 2021 года в матче против калининградского клуба «Балтика-БФУ», выйдя на замену на 58 минуте. На протяжении сезона футболист был одним из основных игроков клуба, результативными действиями не отличившись. По итогу дебютного сезона футболист завершил чемпионат на итоговом четвёртом месте в своей подгруппе. По окончании сезона футболист покинул клуб.

### «Ядро»
В июле 2022 года футболист на правах свободного агента перешёл в петербургский клуб «Ядро». Дебютировал за клуб футболист 17 июля 2022 года в матче против московского клуба «Родина-М», выйдя на поле в стартовом составе. На протяжении сезона футболист был в клубе одним из ключевых игроков, однако за первую половину чемпионата результативными действиями не отличился. В начале 2023 года футболист покинул петербургский клуб.

### «Белшина»
В феврале 2023 года футболист на правах свободного агента стал игроком белорусского клуба «Белшина». Дебютировал за клуб футболист 19 марта 2023 года в матче против «Сморгони», выйдя на поле в стартовом составе. На протяжении сезона футболист был одним из ключевых игроков бобруйского клуба, лишь в середине сезона несколько матчей проведя на скамейке запасных, однако результативными действиями не отличился. По итогу сезона футболист вместе с клубом завершил чемпионат на итоговом последнем месте и вылетел в Первую лигу. По окончании сезона футболист покинул белорусский клуб.